# Егіалея
Егіалея (дав.-гр. Αιγιάλεια від дав.-гр. αἰγιαλός — «лінія прибою», «узбережжя») — історична область у давній Греції, що була розташована на півночі Пелопоннесу.
Спочатку Егіалеєю називали усе північне узбережжя Пелопоннесу — аж до Істмійського перешійку. Її центром було однойменне місто — Егіалея, яке знаходилося на крайньому сході області. Згідно з міфами, в місцевого царя Селіна знайшов прихисток Ксуф після вимушеної втечі з Аттики. Син Ксуфа Іон вирішив оселитися в Егіалеї разом із своїми співплемінниками назаважди. І отримав від Селіна більшу частину краю — разом із рукою селінової доньки Геліки. Відокремлена область отримала назву Іонійської Егіалеї, а її центром стала засноване Іоном місто Геліка.
Меншою, найсхіднішою частиною Егіалею правила місцева династія, останнім представником якої був Ламедон. Ламедон спочатку змушений був поступитися владою фессалійцю Епопею, але потім повернувся до влади. Коли ж його місту почали загрожувати ахейці Архандр і Архител, видав свою доньку Зевксіппу за сина Пелопа Сікіона, який зрештою і успадкував егіалейський престол. Саме на честь Сікіона місто отримало нову назву — Сікіон, а область навколо нього почиали іменувати Сікіонією (за іншою версією ім'я Сікіонії можна перекласти як «країна огірків» і легенда про Сікіона є лише «героїчним» поясненням цієї назви). Іонійська Егіалея натомість зберегла за собою старовинне ім'я.
Під час повернення Гераклідів Іонійську Егіалею захопили ахейці на чолі з Тісаменом, витіснені з Арголіди і Лаконіки дорійцями. Більшість іонійців змушені були залишити край, який з часом отримав ім'я нових поселенців — Ахайя.